# Aphanognathus laterotarsoides
Aphanognathus laterotarsoides es una especie de coleóptero de la familia Lucanidae.

## Distribución geográfica
Habita en Luzon, Marinduque y Samar en las   Filipinas.